# Ausangate
Ausangate  (Quechua: Awsanqati) är en bergstopp i Cordillera Vilcanota i de peruanska Anderna. Med en höjd av 6 384 m ö.h. ligger den omkring 100 kilometer sydöst om Cusco.
Berget har en betydelse i Inkafolkets mytologi. Varje år firas på den norra sidan av Ausangate festen Qoyllur Rit'i (Quechua: "snöflinga") före Corpus Christi, då tusentals Quechuapilgrimer deltar.

## Snöflingefesten Quyllur Rit'i
Varje år på norra sidan av Ausangate strax före högtiden Corpus Christi, äger Quyllur Rit'i ("Snöflingefesten”) rum. Festen som pågår flera dagar besöks av tusentals människor, de flesta infödda pilgrimer med sina familjer. De besöker kyrkan Sinakara och tillber och offrar till "Quyllur Rit'i", Apu Ausangate och andra bergsgudar, för att säkra potatisskörden och avkastningen från boskapsskötseln under det kommande året. Pilgrimerna firar mässor, offrar ljus, ber och låter sina önskningar symboliskt gå i uppfyllelse genom att i ett slags skådespel till exempel bygga miniatyrhus, köpa en falsk skolexamen eller med stora summor låtsaspengar köpa leksaksbilar, dockmöbler eller liknande saker eller återbetalar sin banklån. Förutom detta organiserar olika grupper av utklädda dansare traditionella parader och ceremonier.
Ukukus, eller "väktare", sköter om ordningen i lägret och drar näst sista dagen iväg på en farlig promenad till glaciären, där de tillbringar natten. Pilgrimernas återkomst till lägret den sista dagen vid soluppgången är kulmen på festivalen. Traditionellt har väktarna haft med sig med bitar av is från glaciären, som har distribuerats bland de troende. Under de senaste åren har detta dock varit förbjudet på grund av klimatförändringarna som gör att glaciären smälter. Isen har använts som helande vatten för sjukdomen. Processionen som slutar med Ukukus död (vilket tolkas av många som en manifestation av bergsgudarna och ett gott omen), är en förnyelse av förbundet med bergsguden. Traditionella och kristna traditioner blandas.

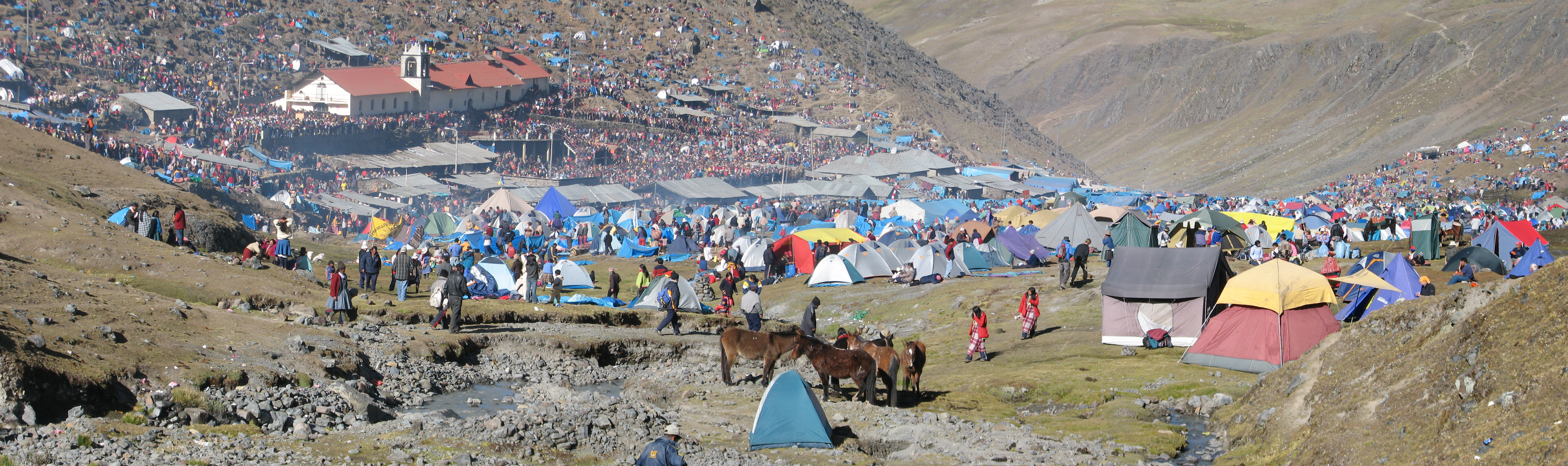
Bild från 2007 års Qoyllur Rit'i.